# Hipopotam nilowy
Hipopotam nilowy (Hippopotamus amphibius) – gatunek dużego, przeważnie roślinożernego ssaka, należącego do rodziny hipopotamowatych (Hippopotamidae), w obrębie której wyróżnia się dwa współcześnie żyjące gatunki (drugim jest dużo mniejszy hipopotam karłowaty). Hipopotam nilowy jest jedynym żyjącym przedstawicielem rodzaju Hippopotamus. Nazwa gatunku pochodzi z języka starogreckiego i oznacza „koń rzeczny” (ἱπποπόταμος).
Zasiedlają rzeki i jeziora w Afryce na południe od Sahary do 2000 m n.p.m. Hipopotamowate to jedyna rodzina rzędu parzystokopytnych prowadząca ziemnowodny tryb życia. W ciągu dnia najczęściej pozostają w wodzie; aktywne dopiero o zmierzchu i nocą, skubią wtedy trawę na łąkach w pobliżu wody, zjadają także rośliny wodne. W poszukiwaniu pożywienia potrafią zapuszczać się do 8 km w głąb lądu. Przebywają w stadach składających się z dominującego samca i podlegających mu samic w liczbie od 10 do 40 osobników. Samce bronią i przewodzą terytorium obejmujące pewien odcinek rzeki i na nim gromadzą swój harem. Na lądzie hipopotamy są raczej indywidualistami i nie przejawiają instynktu terytorialnego. Rozmnażanie i poród odbywa się w wodzie. Samica po ośmiomiesięcznej ciąży rodzi jedno młode. Młode ssie matkę przez okres 1 roku, również pod wodą.
Pomimo fizycznych podobieństw do świń i innych znanych parzystokopytnych, ich najbliżsi żyjący krewni to walenie – wieloryby, morświny, delfiny itp. Wspólny przodek wielorybów i hipopotamów oddzielił się od innych parzystokopytnych około 60 milionów lat temu. Najstarsze znane skamieniałości hipopotamów z rodzaju Kenyapotamus, pochodzą sprzed 16 milionów lat, odnaleziono je w Afryce.
Hipopotamy charakteryzuje beczkowaty tułów, prawie bezwłose ciało, krótkie nogi, szeroko rozwierający się pysk z dużymi kłami i znaczne rozmiary. Pod względem wielkości dorównują nosorożcom białym, ustępując jedynie słoniom. Należą do najniebezpieczniejszych zwierząt na świecie ze względu na ich wysoce agresywną i nieprzewidywalną naturę. Populacja szacowana jest na 115-130 tys. osobników na wolności.

## Taksonomia i pochodzenie
Hipopotamy nilowe należą do rodzaju Hippopotamus w rodzinie hipopotamowatych. Hipopotam karłowaty należy z kolei do innego rodzaju tej rodziny – Choeropsis lub Hexaprotodon (w zależności od taksonoma). Hipopotamowate są klasyfikowane czasami jako podrodzina Hippopotaminae. Z kolei, inni taksonomowie grupują hipopotamy w rodzinie Anthracotheriidae albo nadrodzinie Anthracotheroidea lub Hippopotamoidea.
Pięć podgatunków zostało opisanych na podstawie różnic morfologicznych w budowie czaszki oraz rozmieszczenia geograficznego:
- H. a. amphibius – podgatunek nominalny, którego zasięg występowania rozciągał się od Egiptu – gdzie wyginął, został zepchnięty z doliny Nilu – do Tanzanii i Mozambiku.
- H. a. kiboko – Róg Afryki, Kenia i Somalia. Kiboko w języku suahili znaczy hipopotam. Miał szersze nozdrza i bardziej wklęsły obszar międzyoczodołowy.
- H. a. capensis – od Zambii do RPA. Ma najbardziej spłaszczoną czaszkę ze wszystkich podgatunków.
- H. a. tschadensis – Zachodnia Afryka, Czad jak wskazuje nazwa łacińska. Nieco krótszy i szerszy pysk, z widocznymi oczodołami.
- H. a. constrictus – Angola, południowa Demokratyczna Republika Konga i Namibia. Nazwany ze względu na przedoczodołowe przewężenie.

Zasugerowane powyżej podgatunki nigdy nie były powszechnie używane albo potwierdzone przez biologów, opisane morfologiczne różnice były na tyle niewielkie, że mogły spowodować proste zmiany nie-reprezentatywnych próbek. Genetyczne analizy sprawdziły istnienie trzech z przedstawionych wyżej domniemanych podgatunków. Badania mitochondrialnego mtDNA skóry z biopsji tych zwierząt, miały za zadanie sprawdzenie genetycznego zróżnicowania i struktury w populacjach afrykańskich hipopotamów. Wykazały one na niewielkie, ale znaczące różnice pomiędzy populacjami H. a. amphibius, H. a. capensis i H. a. kiboko. Nie przebadano przedstawicieli H. a. constrictus anii H. a. tschadensis.
Samiec hipopotama nazywany jest bykiem, samica krową a młode cielakiem. Alternatywne nazwy hipopotama to hipopotam pospolity lub hipopotam nilowy.

### Klasyfikacja

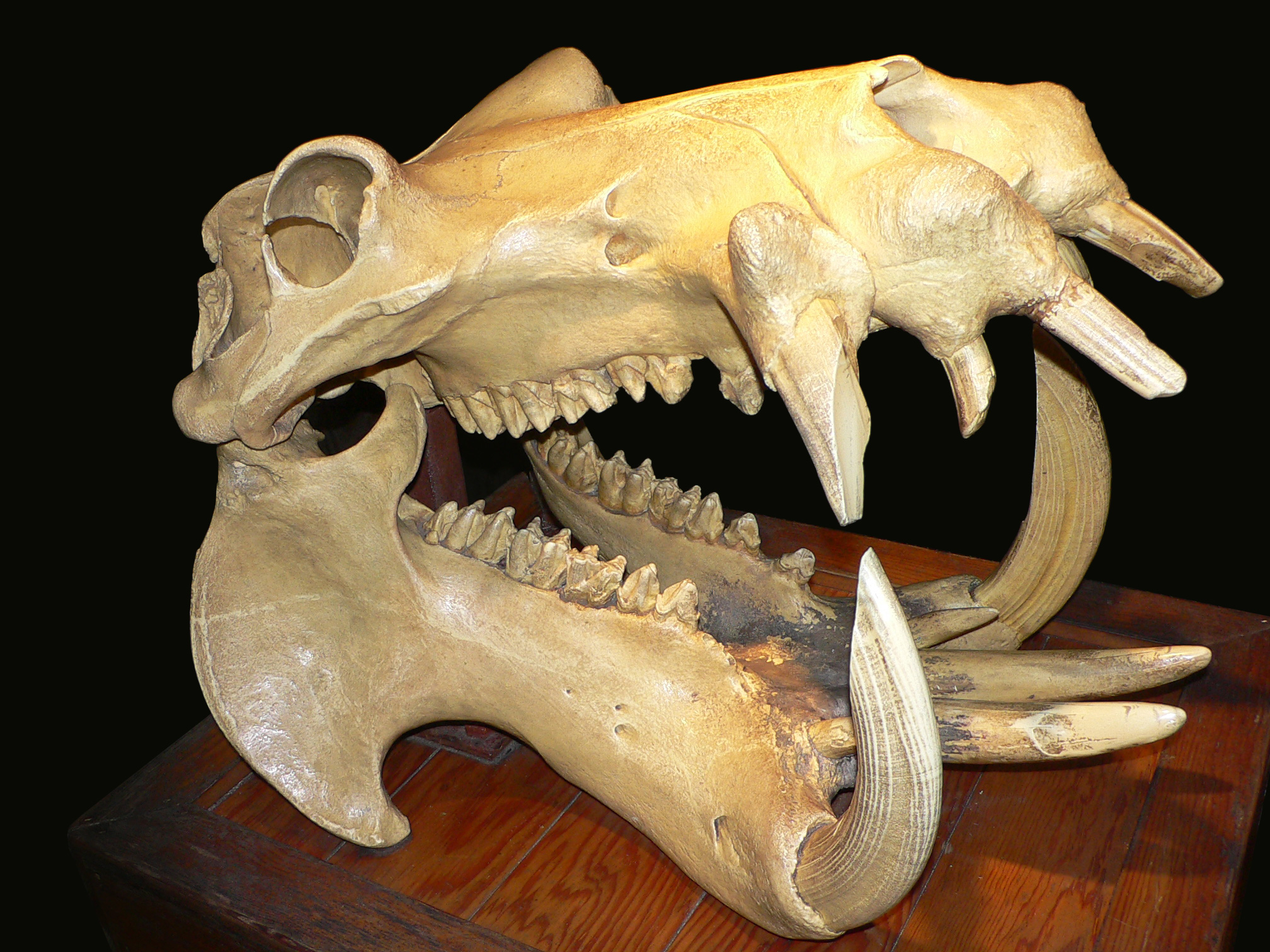
Czaszka hipopotama, widoczne duże kły używane do walk

Hipopotamowate sklasyfikowane są wraz z innymi rodzinami w rzędzie parzystokopytnych (Artiodactyla), do którego zaliczane są m.in.: wielbłądy, bydło, jeleniowate i świnie. Mimo to hipopotamy nie są ściśle spokrewnione z tymi zwierzętami.
Jak wskazuje nazwa, starożytni Grecy sądzili, że hipopotam jest spokrewniony z koniem (hippos znaczy koń). Do 1985 roku przyrodnicy grupowali hipopotamy razem ze świniowatymi sugerując się budową wzorów zębów trzonowych. Dane uzyskane najpierw z badania białek krwi, a następnie z filogenezy molekularnej, DNA oraz skamieniałości, pokazują, że ich najbliższymi żyjącymi krewnymi są walenie – wieloryby, morświny, delfiny, itp. Hipopotamy mają więcej wspólnego z wielorybami, niż z innymi parzystokopytnymi, jak świnie, ponieważ wspólny przodek hipopotamów i waleni bardzo wcześnie oddzielił się od przeżuwaczy oraz innych parzystokopytnych. Linie rozwojowe hipopotamów i wielorybów rozdzieliły się niedługo po oddzieleniu się ich wspólnego przodka od innych parzystokopytnych

### Ewolucja
Najnowsze badania nad pochodzeniem hipopotamowatych sugerują, że hipopotamy i walenie miały w przeszłości wspólnego ziemno-wodnego przodka, który oddzielił się od innych parzystokopytnych około 60 milionów lat temu. Ta hipotetyczna grupa prawdopodobnie ponownie podzieliła się na dwie gałęzie około 54 milionów lat temu. Jedna gałąź ewoluowała w kierunku waleni, być może zaczęła się od prawalenia Pakicetus sprzed 52 milionów lat, oraz innych przodków waleni, znanych pod nazwą Archaeoceti, którzy ostatecznie przeszli wodną adaptację do niemal w całości wodnych waleni.

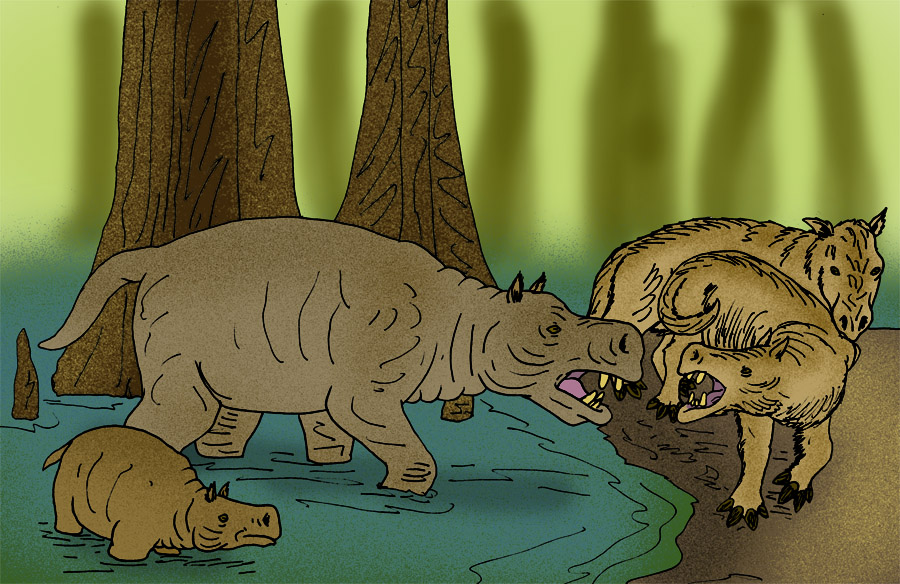
Anthracotherium magnus, z oligocenu, przedstawiciel rodziny Anthracotheriidae wykazywały już podobieństwa do współczesnych hipopotamów.

Z kolei druga gałąź wyewoluowała w Anthracotheriidae, rodziny czworonogich zwierząt, której najwcześniejsi znani przedstawiciele pochodzą z środkowego eocenu. Były to zwierzęta podobne do chudych hipopotamów ze stosunkowo małymi i wąskimi głowami. Wszystkie gałęzie Anthracotheriidae, poza tą która wyewoluowała w kierunku hipopotamowatych, wyginęła bez pozostawienia jakichkolwiek potomków.
Możemy prześledzić powierzchownie ewolucję przodków hipopotamów od eocenu i oligocenu, (Anthracotherium i Elomeryx) po miocen (Merycopotamus i Libycosaurus). Merycopotamus, Libycosaurus i wszystkie Hippopotamidae można uznać za reprezentantów jednego kladu, przy czym Libycosaurus był bliżej spokrewniony z hipopotamami. Ich wspólny przodek mógł żyć w miocenie, około 20 milionów lat temu. Ostatni gatunek Anthracotheriidae wyginął w pliocenie.
Ewolucja hipopotamów wiąże się ściśle z rodziną Anthracotheriidae. Najstarszy poznany hipopotam z rodzaju Kenyapotamus żył w Afryce 16-8 milionów lat temu. Hippopotamidae mogły wykształcić się w Afryce, a następnie rozprzestrzenić się równocześnie do Azji i Europy. Żaden hipopotam nigdy nie został odkryty w Amerykach. Od 7,5–1,8 mln lat przodek współczesnego hipopotama, Archaeopotamus zamieszkiwał Afrykę i Bliski Wschód.
Z powodu ograniczonej wiedzy pochodzącej z niewielkiej ilości skamieniałości, można się jedynie domyślać, że dwa współczesne rodzaje, Hippopotamus i Choeropsis (być może Hexaprotodon), mogły się rozdzielić 8 milionów lat temu. Naukowcy nie są zgodni, czy współczesny hipopotam karłowaty należy, czy też nie, do Hexaprotodon – rodzaju wielu azjatyckich hipopotamów blisko spokrewnionych z Hippopotamus; lub Choeropsis – starszym i bardziej pierwotnym rodzajem. Hipopotam nilowy pojawił się około 2 milionów lat temu w Etiopii, później, około 120 tysięcy lat temu, rozprzestrzenił się do Europy sięgając także do Wysp Brytyjskich.

### Wymarłe gatunki

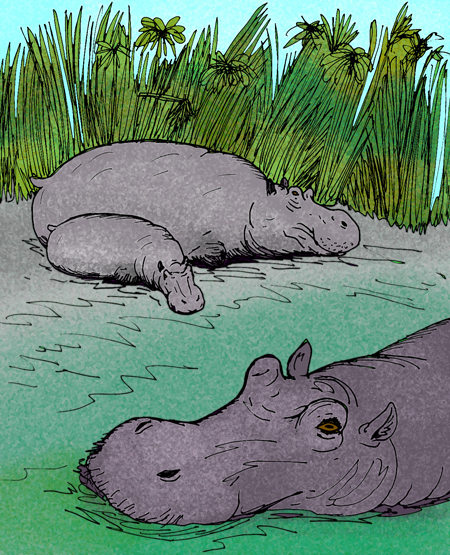
Hippopotamus gorgops, miał wyjątkowo wysokie oczodoły, zamieszkiwał Europę, wyginął przed ostatnią epoką lodowcową.

W czasie holocenu na Madagaskarze wymarły trzy gatunki hipopotama madagaskarskiego, przy czym jeden z nich w ciągu ostatniego tysiąclecia. Hipopotamy madagaskarskie były mniejsze niż współczesne hipopotamy, prawdopodobnie w wyniku procesu karłowacenia (zwierzęta mieszkające na wyspach są mniejsze od ich odpowiedników na kontynencie). Dowody kopalne, mówią nam że wiele madagaskarskich hipopotamów było zabijanych dla mięsa przez ludzi, co mogło przyczynić się do ich wyginięcia. Pojedyncze okazy madagaskarskich hipopotamów mogły przetrwać w trudno dostępnych zakątkach. W 1976 r. mieszkańcy wsi opisali żyjące tam zwierzę nazwane Kilopilopitsofy, który mógł być hipopotamem madagaskarskim.
Oddzielne gatunki hipopotama – hipopotam europejski (H. antiquus) i H. gorgops – występowały w kontynentalnej Europie i Wyspach Brytyjskich. Oba gatunki wymarły przed ostatnim zlodowaceniem. Przodkowie hipopotama europejskiego dotarli także do wielu wysp w basenie Morza Śródziemnego podczas plejstocenu.
Plejstoceńskie hipopotamy karłowate rejonu Morza Śródziemnego żyły na Krecie (H. creutzburgi), Cyprze (H. minor), Malcie (H. melitensis) i Sycylii (H. pentlandi). Hippopotamus minor, przeżył do końca plejstocenu albo wczesnego holocenu. Dowody archeologiczne ze stanowiska Aetokremnos, wywołują debaty czy gatunek ten nie napotkał człowieka i został przez niego wytępiony.

## Opis

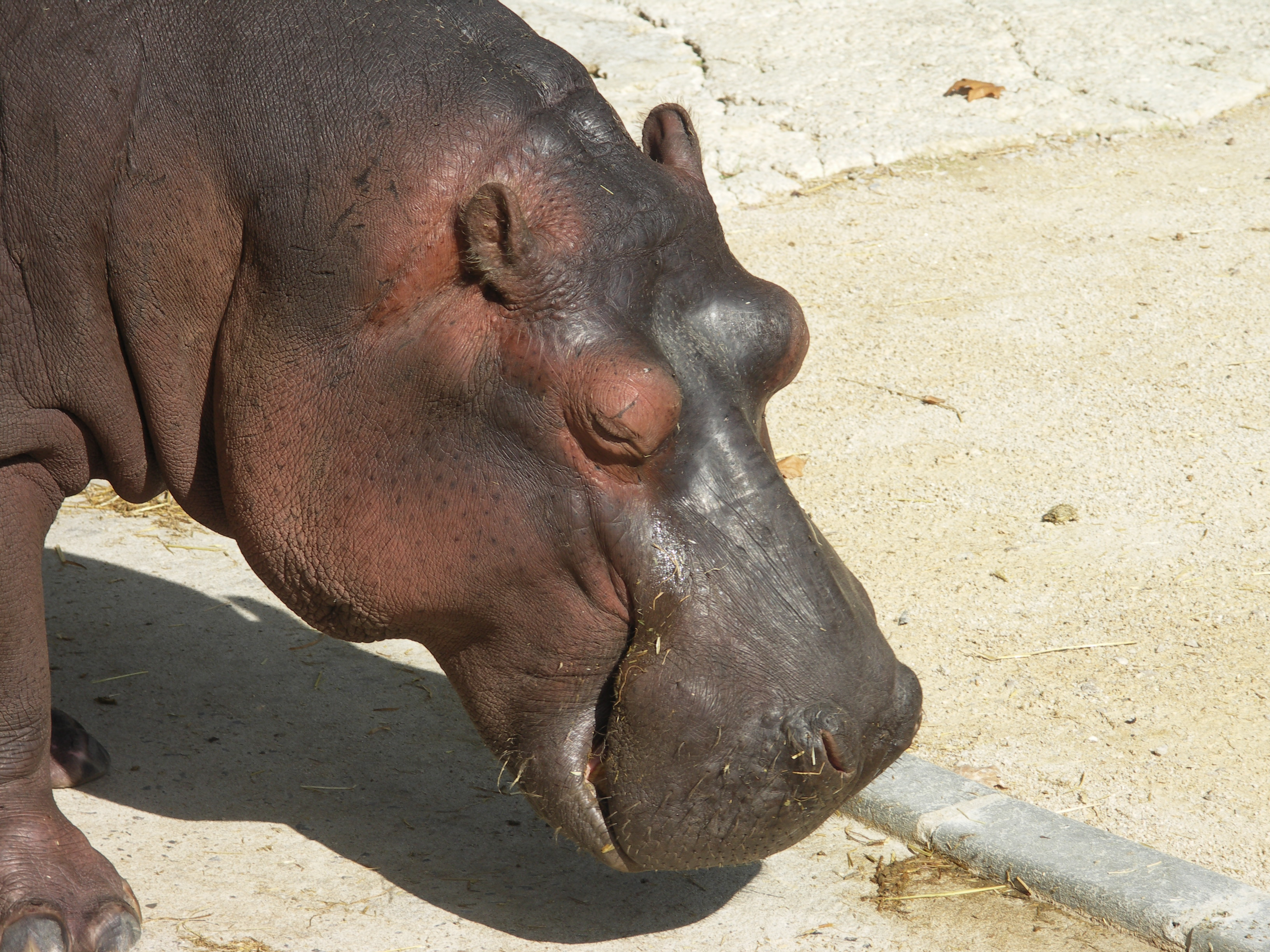
Głowa hipopotama mieszkającego w zoo w Lizbonie.

Hipopotamy są jednymi z największych współczesnych ssaków na świecie, ale w przeciwieństwie do innych zwierząt afrykańskiej megafauny, posiadają adaptację do ziemno-wodnego trybu życia w słodkowodnych jeziorach i rzekach.
Z powodu swoich rozmiarów hipopotamy są trudne do zważenia na wolności. Większość oszacowań ich masy pochodzi z akcji odstrzałów przeprowadzanych w latach 60, XX wieku. Średnia masa dorosłych samców wynosi 1500–1800 kg. Długość zębów osiąga maksymalnie 30 cm. Samice są mniejsze od samców, ich średnia masa wynosi 1300–1500 kg. Starsze samce są dużo większe i mogą ważyć ponad 3000 kg. Osiągają maksymalną masę pod koniec życia; samice osiągają maksymalny ciężar ciała w wieku około 25 lat.

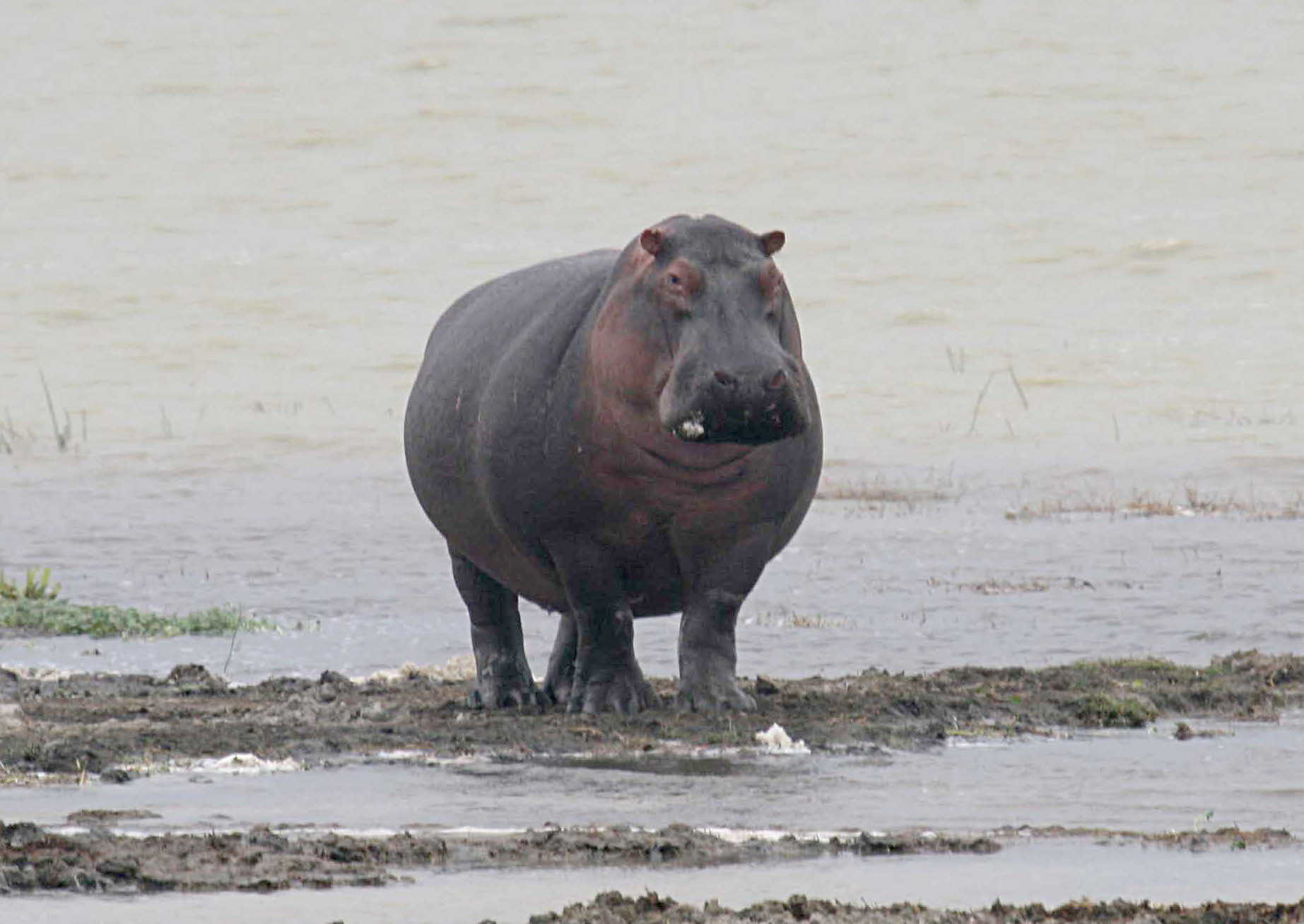
Samiec hipopotama na lądzie podczas dnia, krater Ngorongoro, Tanzania

Hipopotamy osiągają średnio 3,5-5 metrów długości i 1,5 metra wysokości w kłębie. Głowa może ważyć do 225 kilogramów. Zwierzęta potrafią rozwierać paszczę do szerokości jednego metra. Hipopotamy są podobnej wielkości co nosorożce białe, dlatego trudno ocenić który z tych ssaków jest największym zwierzęciem lądowym po słoniach. Chociaż są pokaźnych rozmiarów, potrafią biec na lądzie szybciej, niż człowiek. Ich szybkość ocenia się na 30 km/h do 40 km/h, lub nawet 50 km/h. Hipopotamy mogą szybko biec tylko na krótkich dystansach (do kilkuset metrów).
Długość życia ocenia się na 40 do 50 lat. Najstarszym znanym hipopotamem, żyjącym w niewoli, był osobnik nazwany "Donna", który dożył 56 lat. Donna mieszkała w ogrodzie zoologicznym Mesker Park Zoo w Evansville, Indiana.

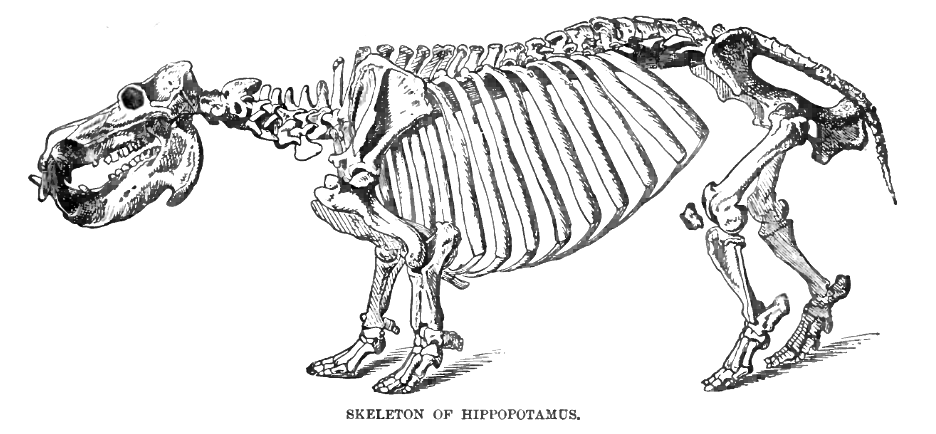
Rysunek szkieletu hipopotama

Oczy, uszy i nozdrza są umieszczone wysoko na sklepieniu czaszki. To pozwala na prawie całkowite zanurzenie ciała w wodzie i błocie w tropikalnych rzekach. Podczas zanurzenia stygną, co zapobiega oparzeniom słonecznym. Ich charakterystyczna budowa anatomiczna jest adaptacją do ziemno-wodnego trybu życia. Szkielet jest przystosowany do obciążeń związanych z dużą masą zwierzęcia. Hipopotamy, w porównaniu do reszty megafauny mają krótkie i małe nogi – ponieważ woda w której żyją redukuje ich ciężar przez wypór ciała. Podobnie do innych ssaków żyjących w wodzie, hipopotam prawie nie posiada owłosienia (oprócz szczeciny na pysku i ogonie). Charakteryzuje się długimi kłami i czterema palcami połączonymi błoną pławną.
Skóra ma około 4 centymetrów grubości i stanowi 25% masy zwierzęcia. Jest zabezpieczona przed słońcem wydzielaną przez skórę substancją o czerwonej barwie, stanowiącą naturalny filtr słoneczny. Ze względu na kolor wydzieliny mówi się, że hipopotam "poci się krwią", jednak substancja ta nie jest ani krwią, ani potem. Wydzielina jest na początku bezbarwna, następnie w ciągu kilku minut zmienia kolor na czerwono-pomarańczowy, ostatecznie staje się brązowa. W wydzielinie zostały zidentyfikowane dwa pigmenty (jeden czerwony i jeden pomarańczowy). Są to silne kwasowe związki chemiczne, znane jako red pigment hipposudoric acid oraz orange pigment norhipposudoric acid. Czerwony pigment posiada dodatkowo właściwości bakteriostatyczne i jest prawdopodobnie antybiotykiem. Absorpcja światła z obu pigmentów ma maksimum w paśmie ultrafioletu, co chroni zwierzę przed nadmiernym nagrzaniem. Mimo zróżnicowanej diety substancję wydzielają wszystkie hipopotamy, więc wydaje się, że jedzenie nie jest źródłem powstawania pigmentów. Zwierzęta mogą syntetyzować pigmenty bezpośrednio z aminokwasów, takich jak tyrozyna.

## Występowanie i status

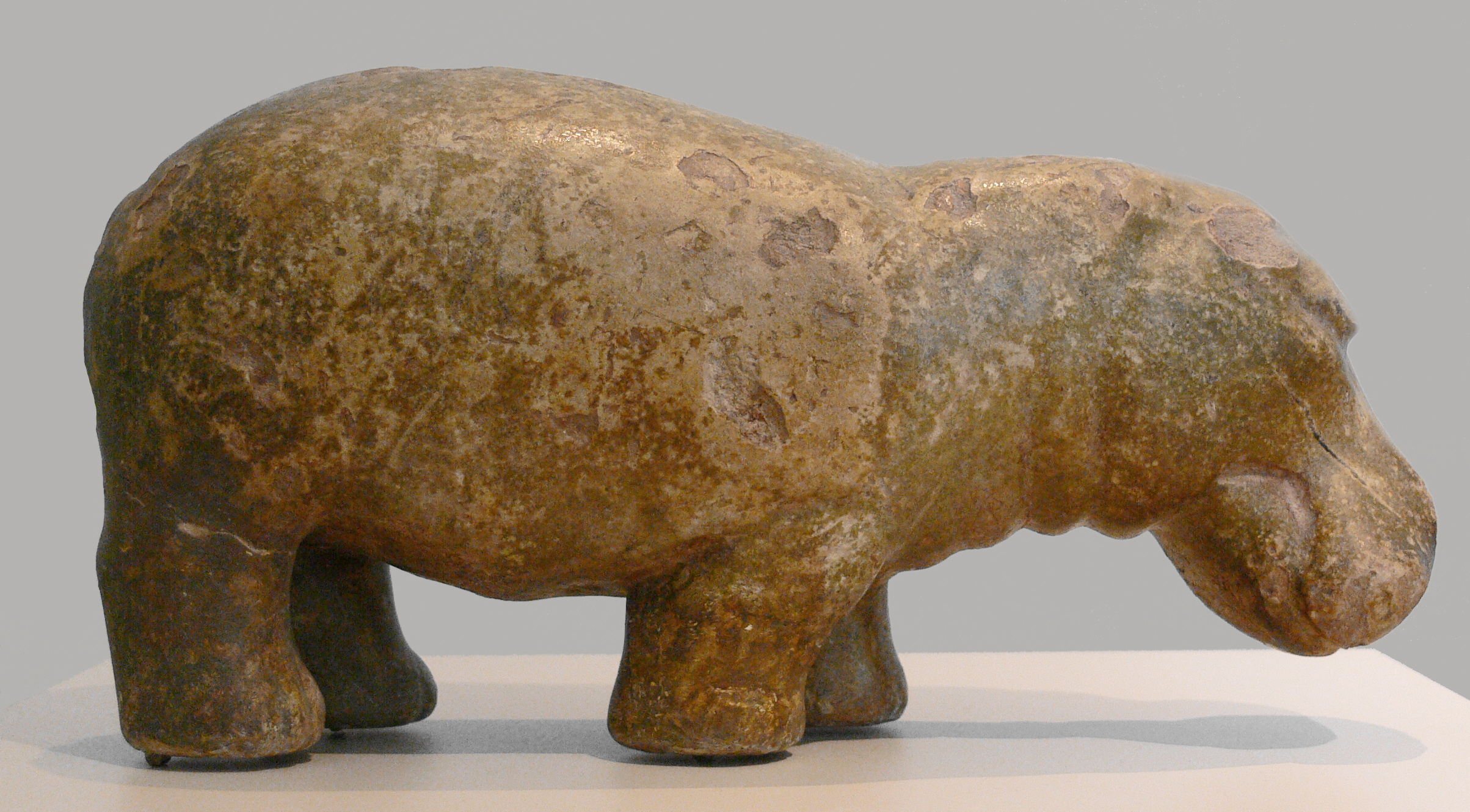
Rzeźba fajansowa, Nowe Państwo, 18/19 dynastii, 1500-1300 p.n.e., gdy hipopotamy wciąż występowały wzdłuż Nilu

Hipopotamy występują współcześnie w rzekach i jeziorach Ugandy, Sudanu, Somalii, Kenii, północnej części Demokratycznej Republiki Konga i Etiopii, na zachód na terytorium Ghany do Gambii, a także w Afryce Południowej: w Botswanie, Republice Południowej Afryki, Zimbabwe, Zambii. Oddzielne populacje egzystują w Tanzanii i Mozambiku.
Hippopotamus amphibius dawniej zamieszkiwał także Afrykę Północną i Europę (w czasie ostatniego zlodowacenia). Zwierzę to potrafi bowiem żyć w zimniejszym klimacie, pod warunkiem, że woda nie zamarza na zimę. Gatunek żył pospolicie w Egipcie w regionie Nilu jeszcze w czasach historycznych, lecz został wytępiony. Pliniusz Starszy pisał, że w jego czasach najlepszym miejscem do złapania hipopotama w Egipcie był Nom Saicki. Na zwierzę to można się było natknąć w okolicach wschodniej odnogi Nilu – Damietty jeszcze po podboju arabskim (639). Występował też w dolinie Jordanu jeszcze w IV w. p.n.e.

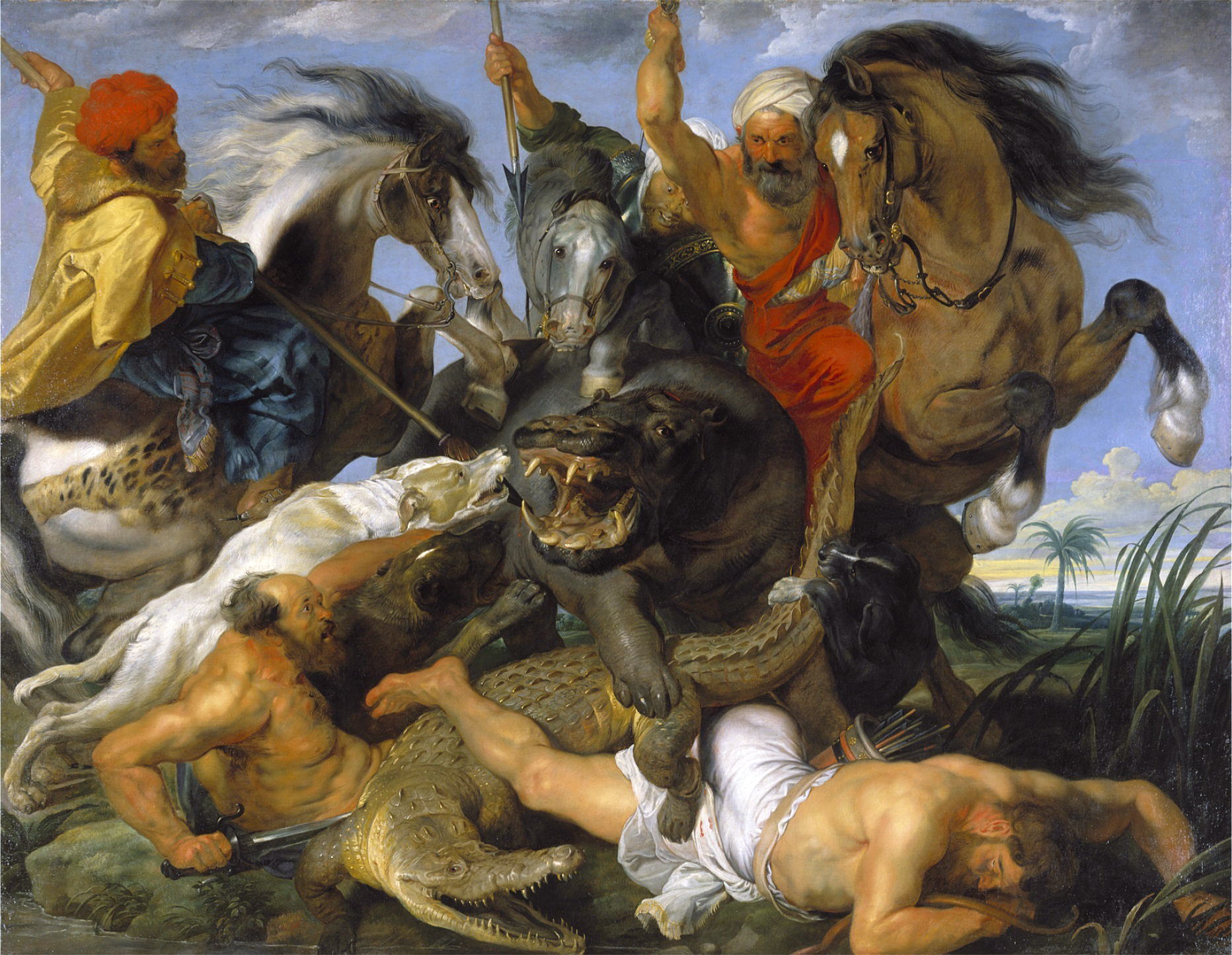
Polowanie na hipopotama (1615-1616), Peter Paul Rubens

Badania genetyczne wykazały, że populacje hipopotamów w Afryce doświadczyły znacznej ekspansji populacji w epoce plejstocenu, lub zaraz po nim. Fakt ten wiąże się ze wzrostem ilości zbiorników wodnych, który nastąpił w owym czasie. Odkrycie to ma wielkie znaczenie w badaniu szans przetrwania hipopotamów, ponieważ ich populacje zagrożone są odcięciem od zbiorników słodkowodnych. Hipopotamy są też narażone na ataki ze strony kłusowników. Ponadto, genetyczna różnorodność hipopotamów powinna pozostać zachowana dla pewności co do szans przetrwania gatunku. Na rok 2017 hipopotamy są klasyfikowane jako gatunek narażony (ang. vulnerable, akronim: VU) w Czerwonej księdze gatunków zagrożonych stworzonej przez IUCN, z szacowaną populacją liczącą od 115 tys. do 130 tys. osobników.
Populacja spadła najsilniej w Demokratycznej Republice Konga. W Parku Narodowym Wirunga do 800–900 osobników z około 29 tys. w połowie lat 70. co wywołało obawy o jej różnorodność genetyczną. Zmniejszenie liczby osobników łączy się z zamieszaniem towarzyszącym II wojnie domowej w Kongu. Kłusownikami byli zapewne rebelianci Mai Mai, źle opłacani żołnierze kongijscy i członkowie lokalnych milicji. Powodem kłusownictwa jest między innymi przekonanie, że hipopotamy wyrządzają szkody społecznościom ludzkim, oraz względy finansowe. Od 2016 r. populacja hipopotamów Wirunga ponownie wzrosła, prawdopodobnie z powodu lepszej ochrony ze strony strażników parku, którzy współpracowali z lokalnymi rybakami. Handel mięsem hipopotama jest nielegalny, ale działalność czarnego rynku jest trudna do wykrycia przez przedstawicieli WWF. Mięso hipopotama jest wysoko cenione w niektórych regionach Afryki Środkowej, a zęby mogą być używane jako zamiennik kości słoniowej.

## Zachowanie

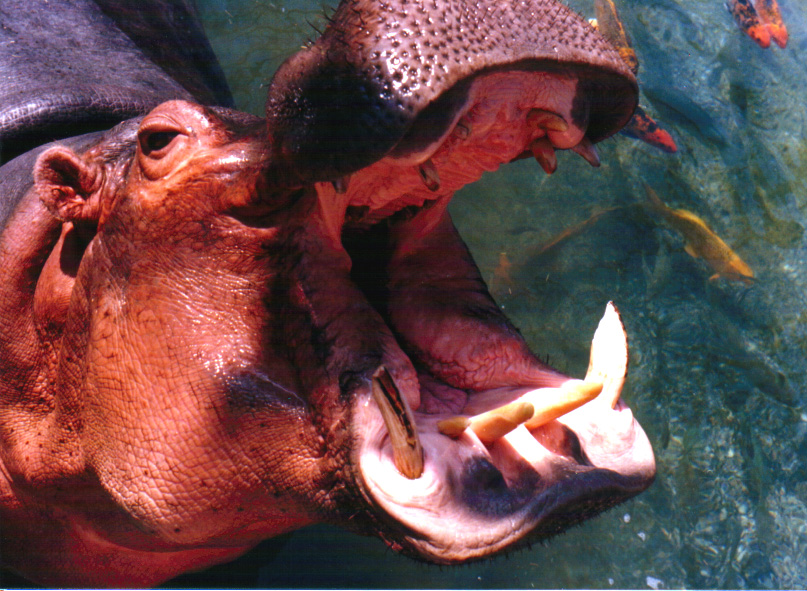
Otwarty pysk sygnalizuje, że hipopotam czuje się zagrożony

Hipopotamy większość czasu za dnia wylegują się w wodzie lub błocie, do czego są znakomicie przystosowane. Duża warstwa podskórnego tłuszczu zapewnia im znakomitą pływalność. Przebywanie w wodzie służy im także do regulacji temperatury ciała (woda je ochładza) i chroni skórę przed wysychaniem. Z wyjątkiem jedzenia, niemal całość życia hipopotamów – rozmnażanie, poród, walka z innymi hipopotamami – odbywa się w wodzie.
Wychodzą z wody o zmierzchu lub nocą i podróżują w głąb lądu, czasami nawet do 8 kilometrów, aby zjeść krótką trawę. Żywią się także obficie roślinami wodnymi (np. szybko pleniącym się w wodach hiacyntem wodnym). Spędzają na jedzeniu od czterech do pięciu godzin w ciągu doby i mogą zjeść jednorazowo do 68 kilogramów pokarmu. Żywią się głównie trawami, w mniejszej ilości roślinami wodnymi, a przy niedostatku preferowanego pokarmu jedzą różne inne rośliny. Istnieją rzadkie doniesienia o przypadkach zachowań padlinożernych, zwykle w bliskim sąsiedztwie zbiorników wodnych. Zdarzały się też obserwacje zachowań mięsożernych, a nawet kanibalizmu i drapieżnictwa. Anatomia żołądka hipopotamów wskazuje, że nie są to zwierzęta przystosowane do trawienia mięsnego pokarmu, a mięsożerność może być związana z brakiem składników odżywczych lub być anormalnym zachowaniem.
Hipopotamy defekują głównie w wodzie, co prowadzi do nawarstwiania allochtonicznych materiałów organicznych wzdłuż koryt rzecznych. Jego znaczenie ekologiczne nie jest jasne. Duże rozmiary hipopotamów oraz ich zwyczaj obierania tych samych ścieżek do pastwisk, ma często istotny wpływ na kształtowanie krajobrazu. Ma to związek z ograniczaniem rozwoju roślin i udeptywaniem gruntu. W ciągu dłuższego okresu hipopotamy potrafią zmieniać sieć hydrograficzną mokradeł (zmieniając układ kanałów).

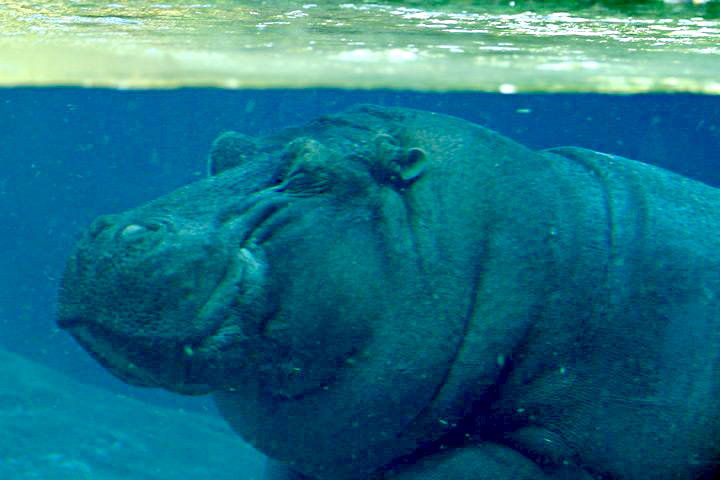
Zanurzony hipopotam, zoo w San Diego. Dorosłe hipopotamy wynurzają się by zaczerpnąć powietrze średnio co 3-5 minut

Dorosłe hipopotamy nie są w stanie unosić się na wodzie; te widoczne na powierzchni, zdające się pływać, stoją na płyciznach. W głębokiej wodzie poruszają się z pomocą skoków, odpychając się od dna. W wodzie poruszają się z prędkością do 8 km/h. Młode mają zdolność utrzymywania się na powierzchni wody i często pływają wykonując nagłe ruchy tylnymi kończynami. Wychodzą na powierzchnię w celu zaczerpnięcia powietrza średnio co 4-6 minut. Młode mogą wstrzymać oddech jedynie na 2-3 minuty. Mają zdolność do zamykania nozdrzy podczas zanurzenia. Proces wynurzania i oddychania jest wykonywany automatycznie i nawet śpiąc pod wodą hipopotam potrafi zrobić to bez budzenia się. Znany jest przypadek młodego hipopotama, który przeżył po wypchnięciu do morza w czasie tsunami po trzęsieniu ziemi w 2004.

### Życie społeczne
Badanie interakcji pomiędzy samcami i samicami jest utrudnione z powodu braku dymorfizmu płciowego między płciami. Pomimo że hipopotamy lubią leżeć blisko siebie, nie wydają się tworzyć więzi społecznych, z wyjątkiem tych łączących matki z córkami, i nie są zwierzętami społecznymi. Powód, dla którego gromadzą się blisko siebie nie jest znany.

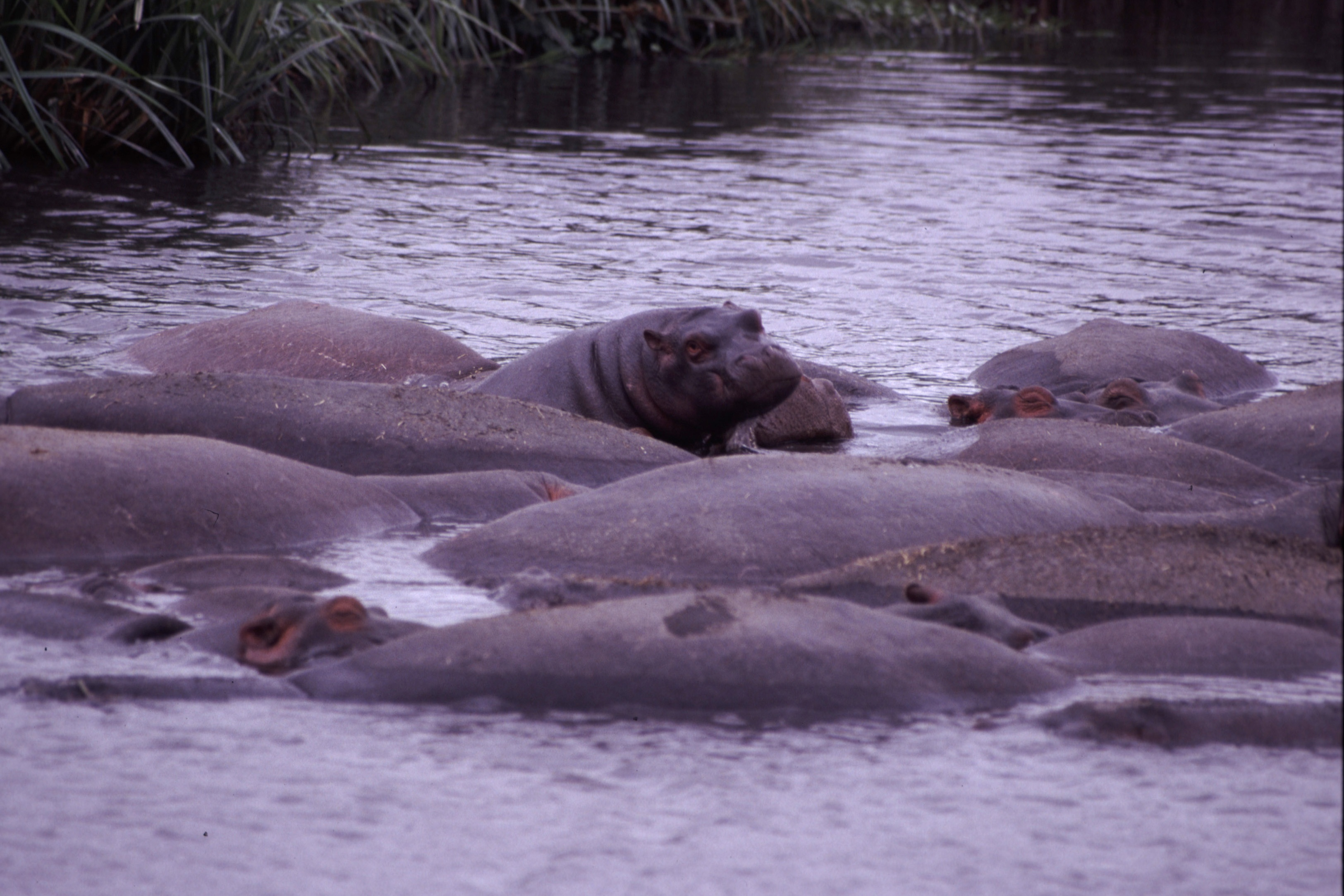
Trudno jest rozróżnić płeć hipopotamów, ponieważ jedyne, co można dostrzec to ich grzbiety, jak w przypadku tego stada z Tanzanii.

Hipopotamy posiadają własne terytoria tylko w wodzie. Dominujące samce przewodzą i bronią pewnego odcinka rzeki, długości przeważnie 250 metrów, na który przypada około 10 samic. Największe takie zbiorowości liczą do 100 osobników. Inne samce mogą przebywać na terytorium zdominowanym, ale muszą wykazywać posłuszeństwo względem właściciela terenu. Terytoria te istnieją w celu wyznaczenia praw kopulacji. W stadach istnieje tendencja do segregowania się pod względem płci. Samce grupują się ze sobą, podobnie samice a samiec dominujący znajduje się osobno. Gdy hipopotamy wychodzą na ląd, by się paść, robią to indywidualnie i nie przejawiają instynktu terytorialnego.
Hipopotamy potrafią komunikować się za pomocą dźwięków, poprzez chrząknięcia i ryki, ale cel tych odgłosów nie jest znany. Zwierzęta mają unikalną zdolność do trzymania lekko wynurzonej z wody głowy i wysyłania dźwięków, które wędrują wodą i powietrzem; hipopotamy znajdujące się nad i pod powierzchnią wody zdolne są do dania na nie odpowiedzi.

### Rozmnażanie
Samice hipopotamów osiągają dojrzałość płciową w wieku 5 do 6 lat, a ciąża trwa 8 miesięcy. Badania układu hormonalnego wykazuje że samice mogą osiągnąć dojrzałość płciową już w wieku 3 albo 4 lat. Samce osiągają dojrzałość w wieku około 7,5 lat.
Badania zachowań reprodukcyjnych hipopotamów w Ugandzie wskazują, że najwyższa ilość zapłodnień ma miejsce pod koniec sezonu deszczowego w lecie, a najwięcej urodzeń przypada na początek sezonu deszczowego pod koniec zimy. Związane jest to z cyklem rui samic; jak u większości ssaków, plemniki samców aktywne są przez cały rok. Badania populacji Zambii i RPA także dowodzą na tendencję do wydawania potomstwa na początku sezonu deszczowego. Po zajściu w ciążę samica nie będzie zdolna do następnej owulacji przez następne 17 miesięcy.

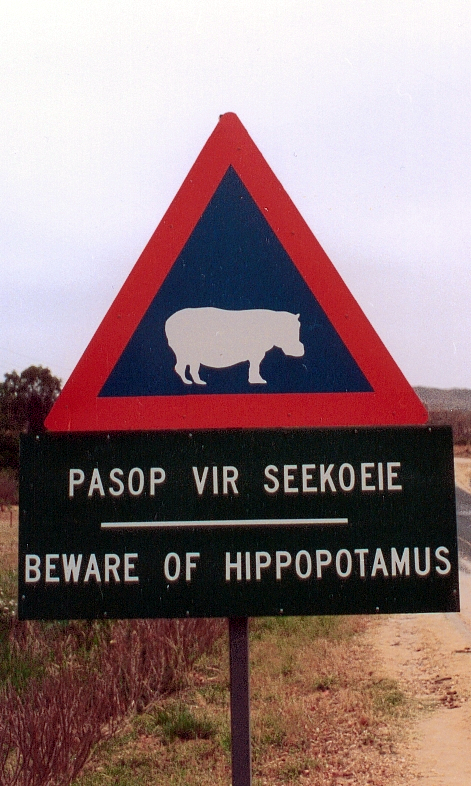
Hipopotamy mogą być niebezpieczne dla ludzi, na co wskazuje napis na znaku w Parku Narodowym Krugera.

Kopulacja pary następuje w wodzie z samicą zanurzoną przez większą część stosunku w wodzie, wynurzając głowę co jakiś czas, by zaczerpnąć powietrza. Hipopotamy są jednymi z niewielu ssaków, które rodzą pod wodą, wraz z waleniami i brzegowcami (manatowatymi i diugoniowatymi). Młode rodzą się w wodzie w wadze od 25 do 45 kg i średniej długości około 127 cm, muszą płynąć do powierzchni aby zaczerpnąć pierwszy oddech. Matka zazwyczaj wydaje na świat tylko jedno młode, jednakże zdarzają się w nieznanej ilości urodzenia bliźniacze. Młode często wypoczywa na grzbiecie matki w przypadku, gdy woda jest niezbyt głęboka. Zanurzają się też w wodzie by poić się jej mlekiem. Ssie też pierś na lądzie, gdy matka opuszcza wodę. Karmienie piersią kończy się między 6. a 8. miesiącem po narodzinach a w pełni odstawienie od piersi po roku.
Hipopotamy reprezentują strategię życiową typu K. Oznacza to, że w przypadku ich reprodukcji jakość ma większe znaczenie niż ilość. Ten typ selekcji jest typowy dla dużych zwierząt, wydających na świat niewielka liczbę potomstwa za jednym razem.

### Agresja
Dorosłe hipopotamy wykazują agresję względem krokodyli, które często żyją w tych samych zbiornikach i rzekach co hipopotamy. Zdarza się to zwłaszcza wtedy, gdy młode hipopotamy są w pobliżu. Znane są przypadki ataków na ludzi i często utrzymuje się, że hipopotamy są najbardziej niebezpiecznymi zwierzętami Afryki. Jednak, według Smithsonian Magazine, choć zwierzę jest rzeczywiście niebezpieczne, wiarygodne statystyki nie są dostępne.
By zaznaczyć terytorium, hipopotamy kręcą ogonem podczas defekacji w celu rozmieszczenia ekskrementów na jak najrozleglejszych możliwych obszarach. Oddają mocz do tyłu, prawdopodobnie także w tym samym celu.
Hipopotamy rzadko zabijają się nawzajem, nawet podczas sporów terytorialnych. Zazwyczaj dominujący i pretendujący do tej roli samiec kończy walkę, gdy okazuje się, kto jest silniejszy. Gdy obszar jest zbyt zatłoczony, lub kurczy się, byki czasem próbują zabić potomstwo; zdarza się, że samica zabija samca w obronie młodych, ale żadne z tych zachowań nie jest spotykane w normalnych warunkach.

## Hipopotam i człowiek

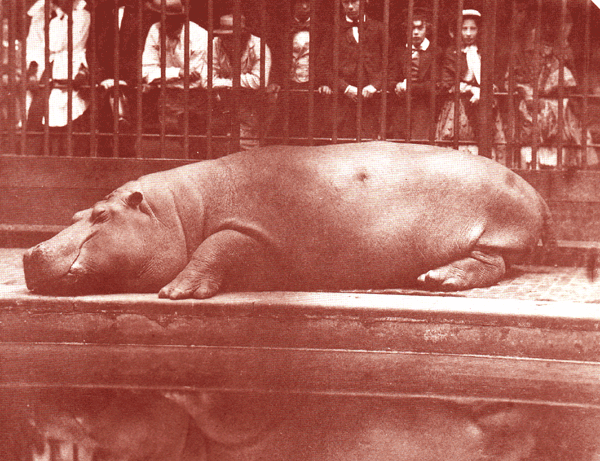
Obaysch wylegujący się w londyńskim zoo w roku 1852

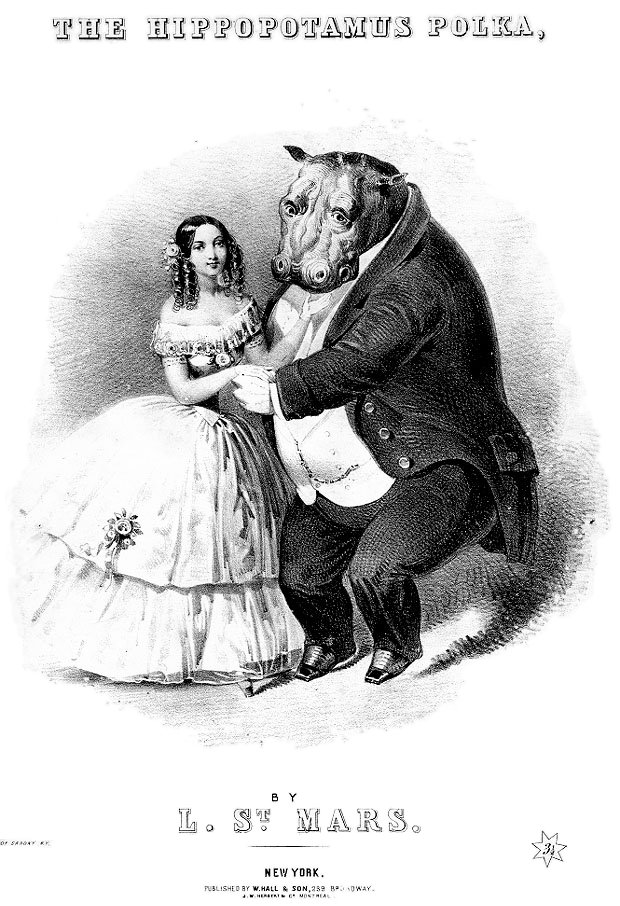
Ilustracja do piosenki The Hippopotamus Polka (John H. Sherwin)

Najwcześniejsze źródła na temat spotkań między hipopotamami a ludźmi, stanowią jaskiniowe malowidła i rytych wizerunków gór środkowej Sahary. Jeden taki wizerunek, sprzed 4000–5000 lat z okolicy Dżanat z gór Tasili Wan Ahdżar, przedstawia polowanie na hipopotama. Zwierzęta te były dobrze znane także w Egipcie faraonów, gdzie hipopotam uchodził za straszliwego mieszkańca Nilu. W mitologii egipskiej, Toeris bogini z głową hipopotama, była bóstwem opiekuńczym w czasie ciąży i połogu. Było tak dlatego, że Egipcjanie dostrzegli opiekuńczą naturę samic hipopotama względem młodych.
Hipopotam znany był historykom od czasów antycznych. Herodot opisał to zwierzę w Dziejach (napisanych około 440 r. p.n.e.) a Pliniusz Starszy opisał go w encyklopedii Historia Naturalna (z około 77 r. n.e.).

### Hipopotamy w zoo
Hipopotamy przez długi czas były popularnymi zwierzętami ogrodów zoologicznych. Pierwszym hipopotamem we współczesnej historii był Obaysch, który przybył do Londyńskiego Zoo 25 maja 1850 roku, gdzie przyciągał do 10 tys. widzów dziennie i stał się inspiracją do powstania popularnej piosenki – The Hippopotamus Polka.
Od czasów Obayscha, popularność hipopotamów utrzymała się. Zwierzęta te dobrze rozmnażają się w niewoli. Liczba urodzeń jest mniejsza niż na wolności, ale spowodowane jest to faktem, że ogrody zoologiczne nie chcą mieć więcej hipopotamów, ponieważ hipopotamy są duże i dość kosztowne w utrzymaniu.
Większość hipopotamów z ogrodów zoologicznych urodziła się w niewoli. Ich liczba w światowej sieci zoo jest wystarczająca na tyle, że dostarczanie dziko żyjących egzemplarzy jest niekonieczne, pod warunkiem, że uda utrzymać się genetyczną różnorodność żyjących w niewoli hipopotamów.
Jak większość zwierząt z zoo, hipopotamy wystawiane były tradycyjnie na specjalnych witrynach. W ich przypadku składała się ona ze zbiornika wodnego i kępki trawy. W latach 90. XIX wieku, projektanci ulepszyli je, nadając im wygląd naturalnych habitatów tych zwierząt. Najsłynniejszym takim miejscem jest hipokwarium zoo w Toledo, które ma basen na 360 tys. galonów wody. W 1987 roku, badacze mogli zarejestrować na taśmie po raz pierwszy, podwodne narodziny (tak jak na wolności) w toledańskim zoo. Pokaz ten był tak popularny, że hipopotamy stały się logo tej placówki.

### Hipopotamy w kulturze masowej
Od czasów, kiedy Obaysch zainspirował powstanie piosenki, hipopotamy stały się popularnymi zwierzętami z powodu ich okrągłego wyglądu, uznawanego przez wielu za zabawny. Historie hipopotamów, jak Huberta, która stała się słynna w Południowej Afryce w latach 30. z powodu swej wędrówki przez kraj;, czy historia Owena i Mzee hipopotama i żółwia, między którymi wytworzyła się silna więź; bawiły ludzi, którzy kupowali książki o hipopotamach, upominki i wielkie ilości pluszowych maskotek. Hipopotamy stały się także inspiracją do powstania popularnej gry planszowej – Głodny głodny hipopotam.
Hipopotamy były popularnymi bohaterami kreskówek, ich postacie miały rozbawić widza. W filmie Disneya Fantazja, występuje hipopotam baletnica tańczący do muzyki opery, La Gioconda. Inni bohaterowie to Peter Potamus z kreskówek Hanna-Barbera, oraz postaci z książki i serialu George i Martha i Flavio i Marita w Animaniakach.
Istnieją 2 Pokémony o wyglądzie hipopotama: Hipopotas i Hippowdon.
Gloria z filmu Madagaskar jest hipopotamem.